# Trongsa-Dzong

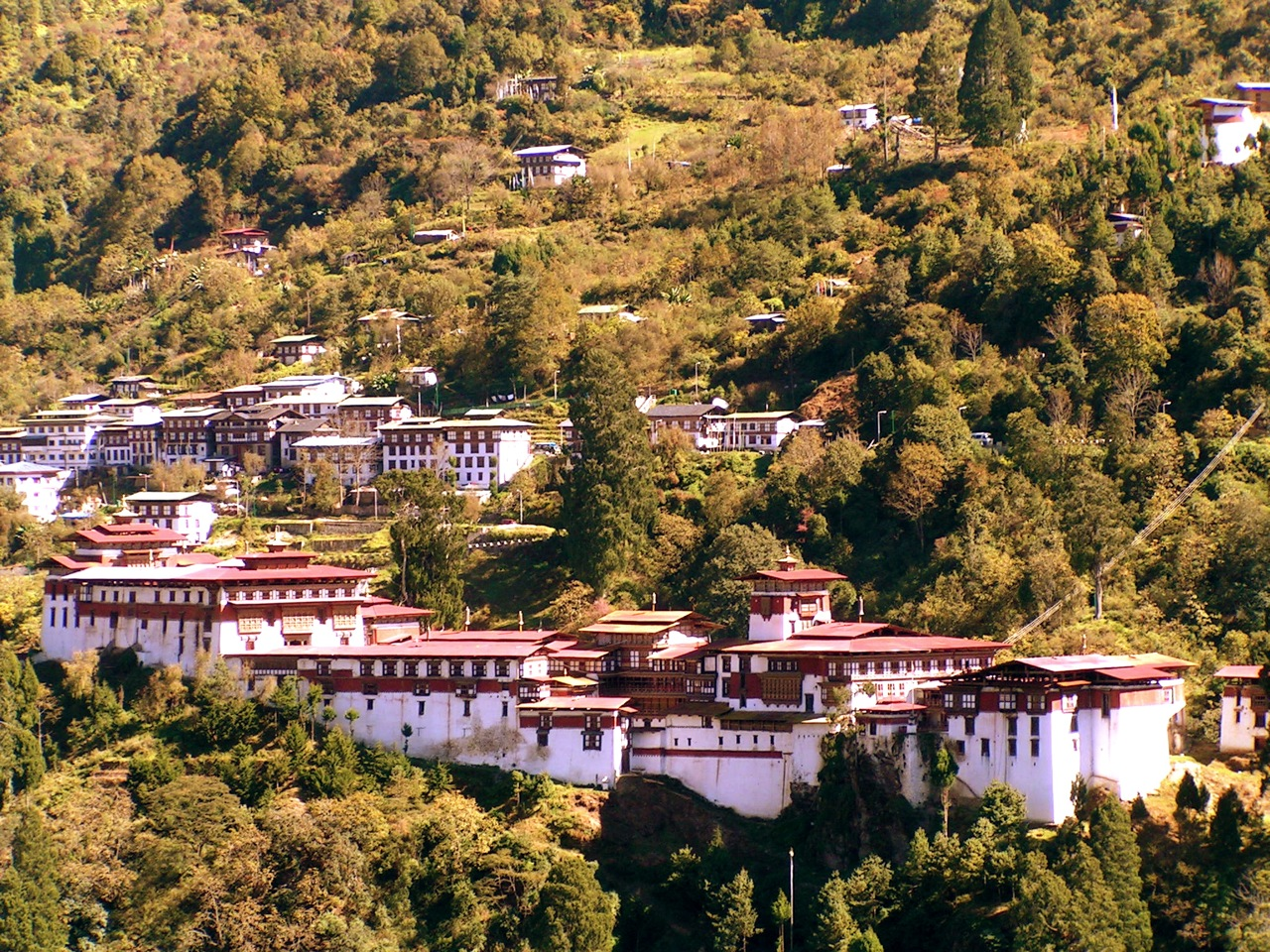
Panorama mit Häusern der Stadt Tongsa

Trongsa-Dzong (Dzongkha ཀྲོང་གསར) ist ein buddhistisches Kloster (Dzong) und eine Burg am Rande der Kleinstadt Tongsa (oft auch Trongsa geschrieben) im Königreich Bhutan. Es befindet sich in einer Höhe von ca. 2300 Metern. In einem der Verwaltungsgebäude des Klosters befindet sich der Sitz der Regierung des Trongsa-Distriks.

## Geschichte
Yongzin Ngagi Wangchuk, ein Angehöriger der Drugpa-Kagyü, einer der sogenannten „acht kleineren Schulen“ der Kagyü-Schulrichtung des tibetischen Buddhismus (Vajrayana) hatte im Jahr 1541 eine Vision und die Erscheinung eines Lichts. Er meditierte an der Stelle des heutigen Trongsa-Dzong und einige jüngere Gefährten gesellten sich zu ihm. So entstand ein kleines Meditationszentrum. Im Jahre 1647 wurde Chhoeje Minjur Tenpa zum ersten Gouverneur (Penlop) der Region ernannt und begann im gleichen Jahr mit dem Bau eines Dzong. Ende des 17. Jahrhunderts wurde das Dzong erweitert und auch in den folgenden Jahrzehnten kamen weitere Gebäude, im Besonderen Tempel hinzu. Das Trongsa Dzong wurde zum Hauptquartier für die östliche Region Bhutans und war der Sitz des Gouverneurs des Trongsa-Distrikts. Das Kloster wurde in einer strategisch zentralen Lage angelegt, da sich in der Nähe mehrere Handelswege kreuzten. Inzwischen gilt das Kloster als das größte Dzong in Bhutan. Aufgrund der architektonischen Besonderheiten und der sehenswerten Innenausstattung übt das Trongsa Dzong eine große Anziehungskraft auf Besucher aus dem In- und Ausland aus. Davon profitiert auch die Wirtschaft in der gesamten Region im Distrikt Tsonga.

## Architektur und Ausstattung

### Außenanlagen
Architektonisch gesehen ist das Trongsa-Dzong ein klassisches Dzong. Es ist mehrere Etagen hoch, mit weißen Mauern sowie kunstvollen Dächern versehen und direkt in eine Felsenlandschaft eingefügt. Das Trongsa Dzong ist ein sehr umfangreicher, aus vielen Gebäuden bestehender Komplex. Es erstreckt sich über mehrere Ebenen und beinhaltet eine Vielzahl von Innenhöfen und Durchgängen. Außerdem enthält es zahlreiche Tempel und mehrere Wachtürme sowie Wohn- und Verwaltungsgebäude. Im Jahr 2008 wurde ein kleines Museum hinzugefügt. Des Weiteren enthält das Kloster eine Druckerei, die in erster Linie religiöse Texte aus Bhutan druckt. Im Klosterkomplex leben im Durchschnitt etwa 200 Mönche.

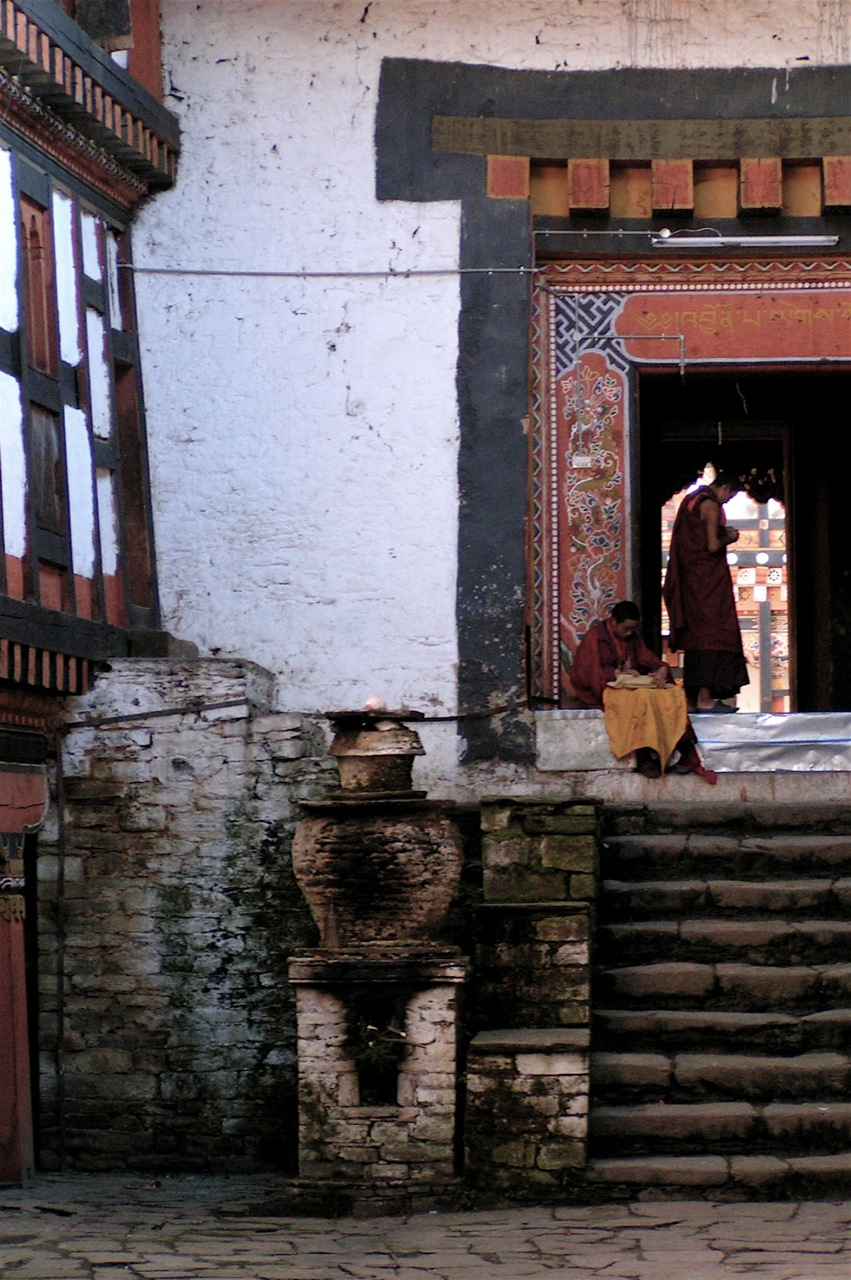
Eingangsbereich zum Kloster
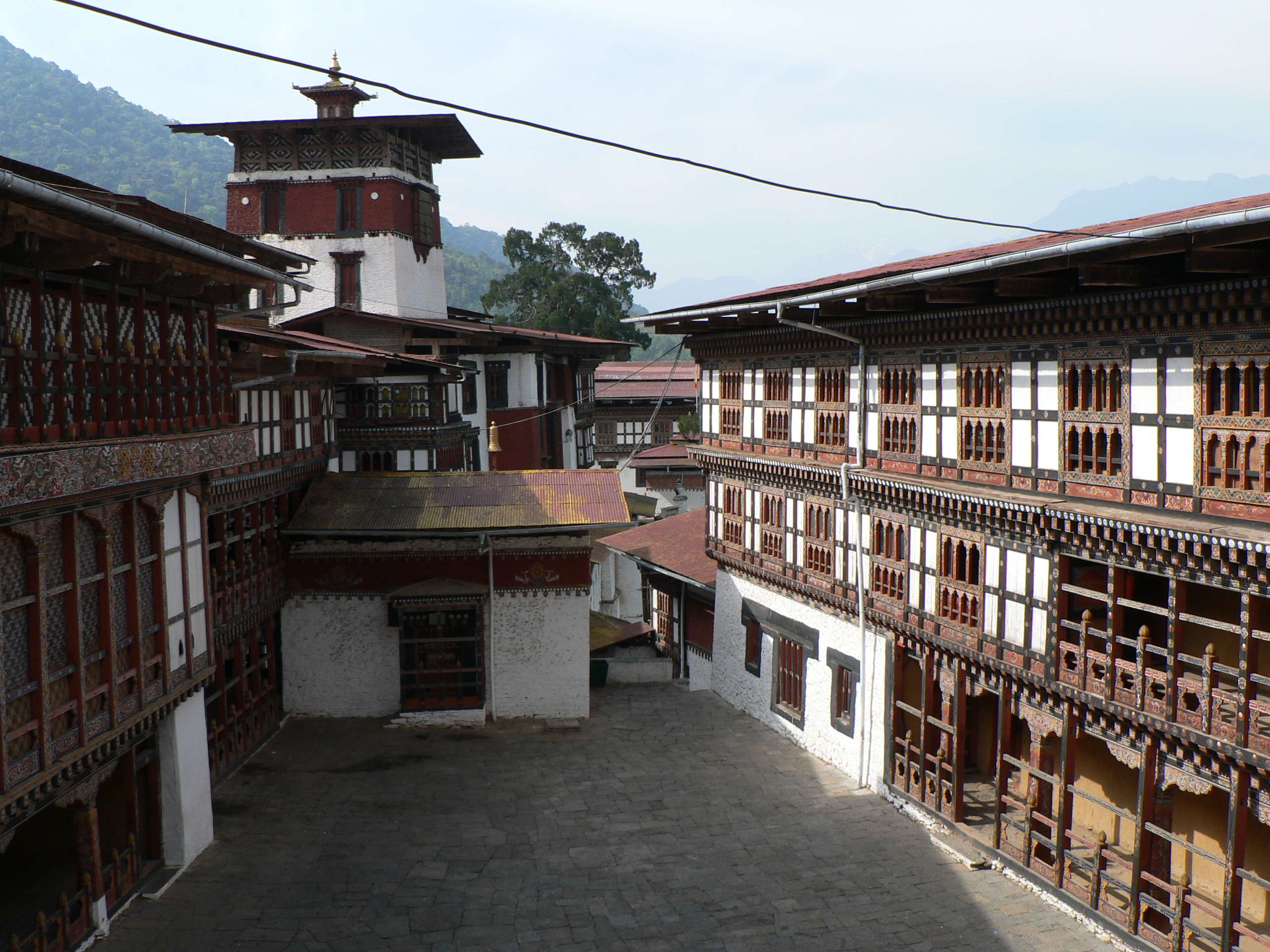
Innenhof mit Wachturm
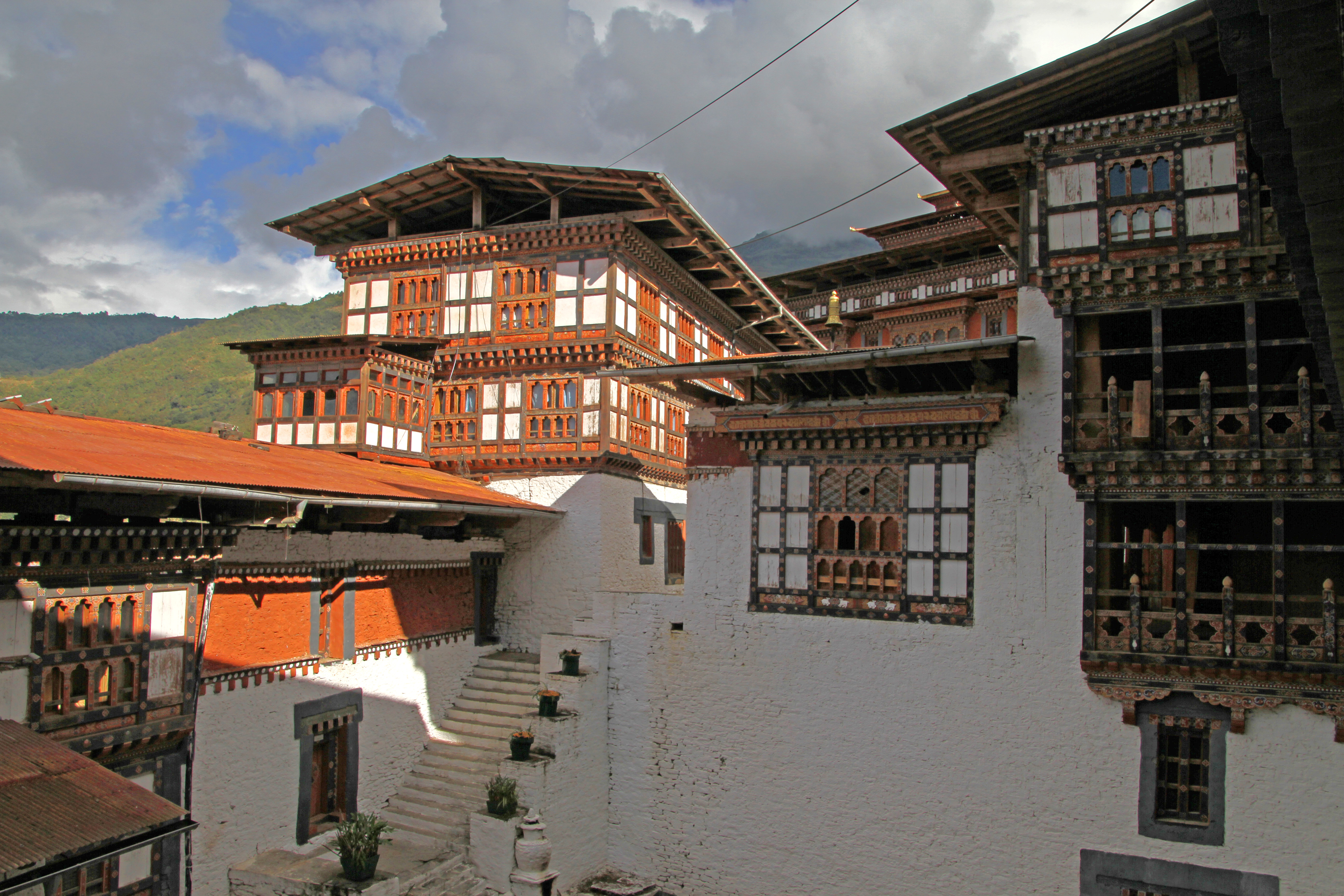
Gebäudeansicht
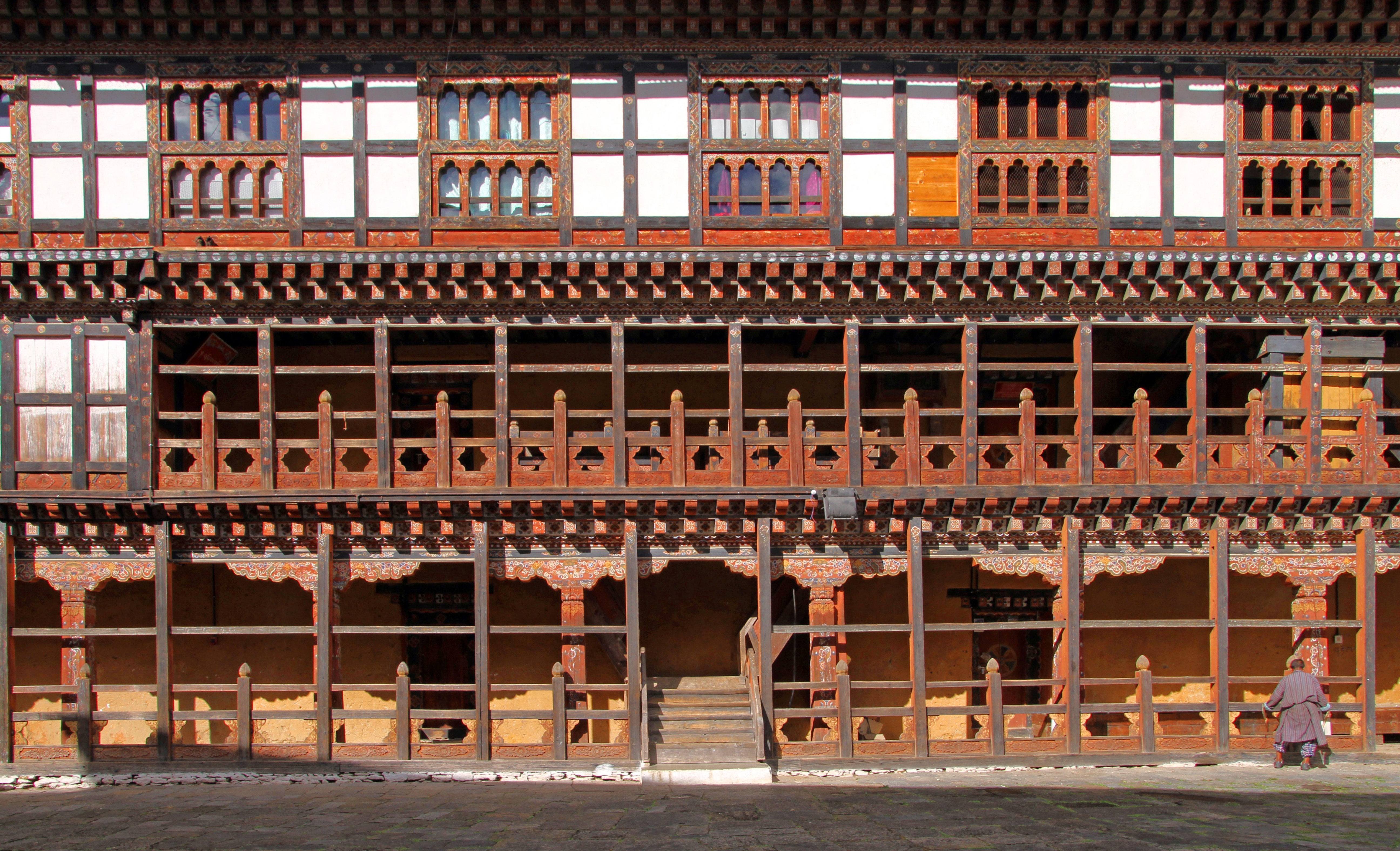
Fassade
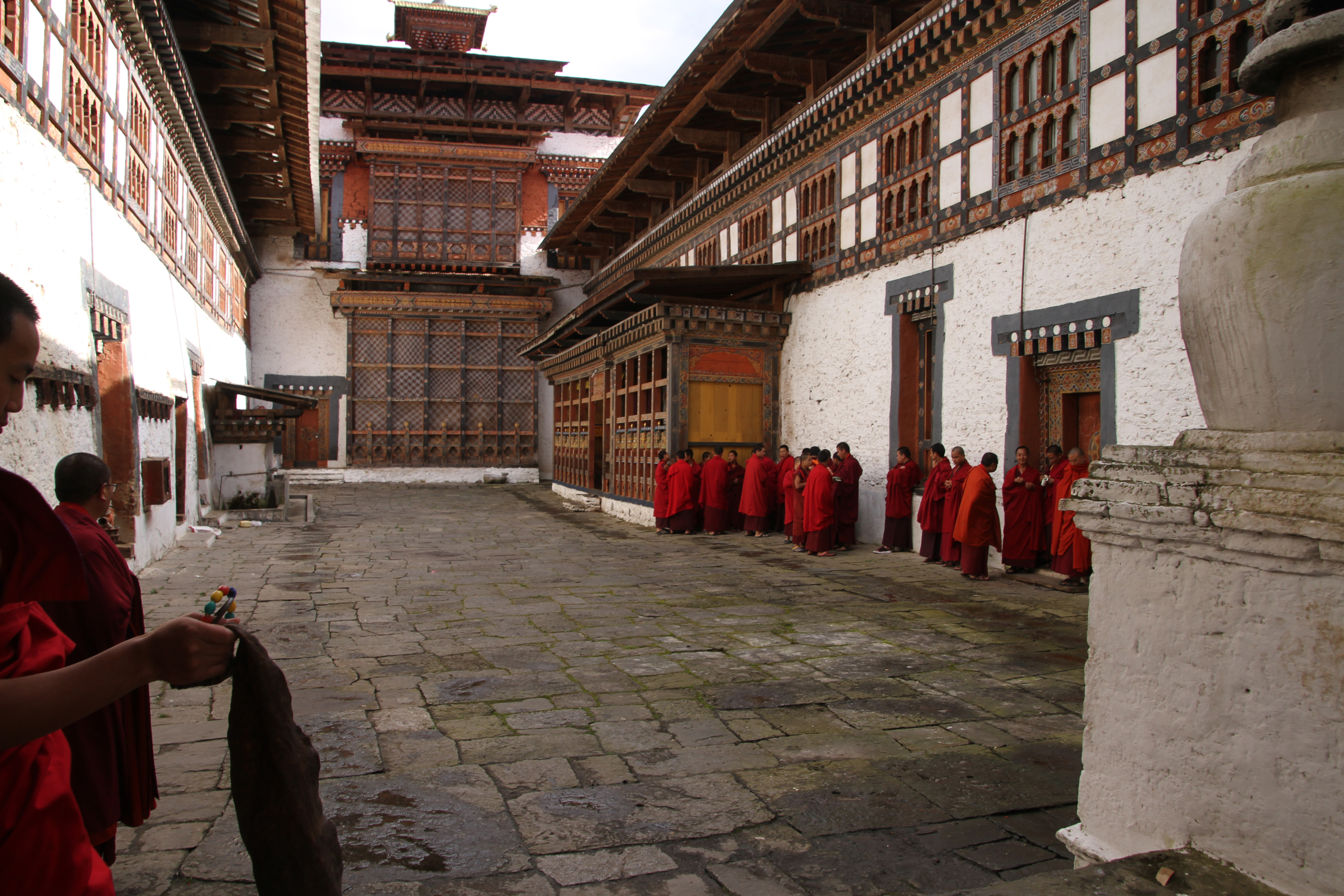
Hof mit Mönchen

### Innenausstattung
Die Innenanlagen sind reich mit Galerien, Wandmalereien, Holztäfelungen, Schnitzereien, Beschlägen, Fassaden-Verzierungen, Ornamenten und weiteren Dekorationen ausgestattet. Im Folgenden sind dazu einige Beispiele gezeigt:

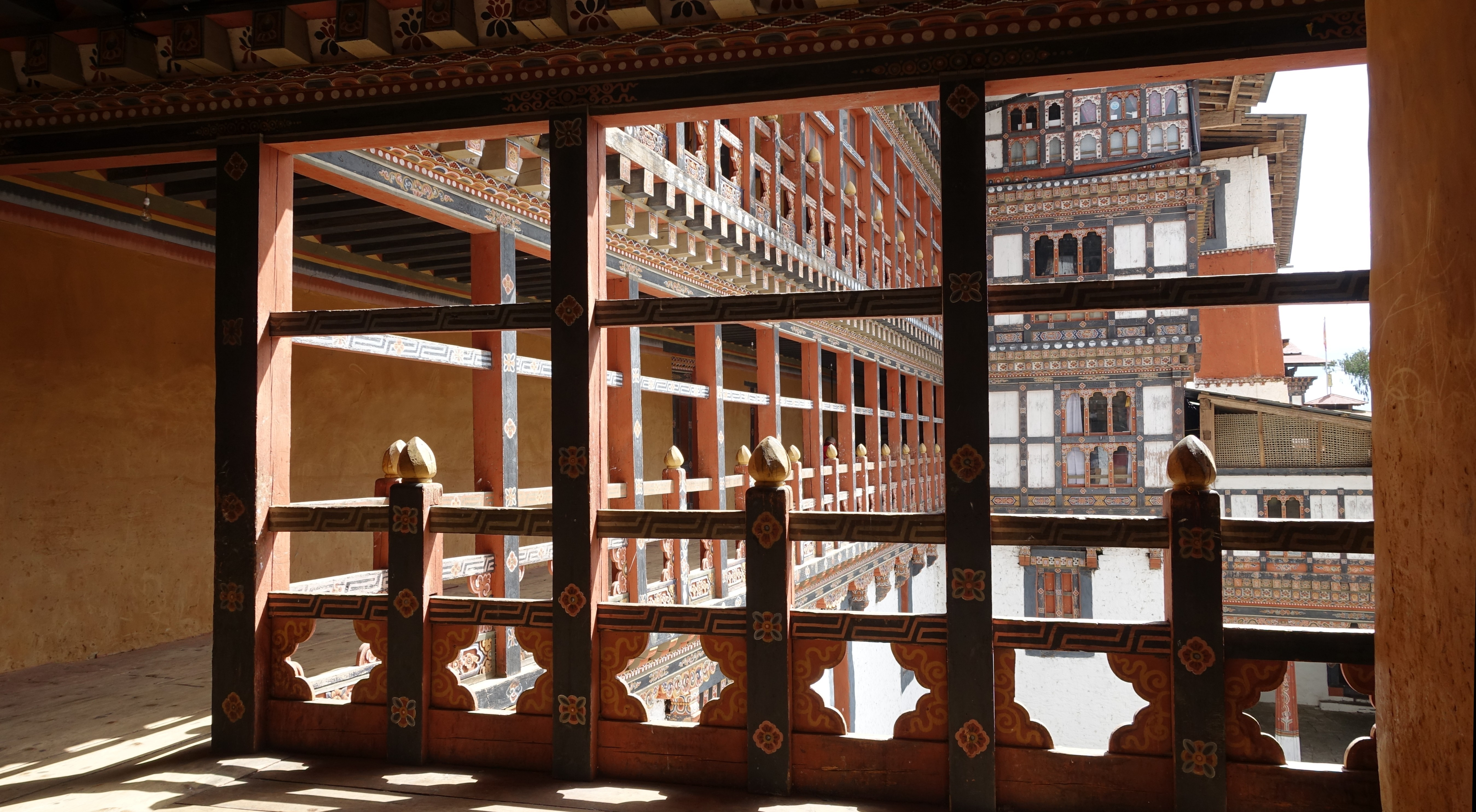
hölzerne Galerie
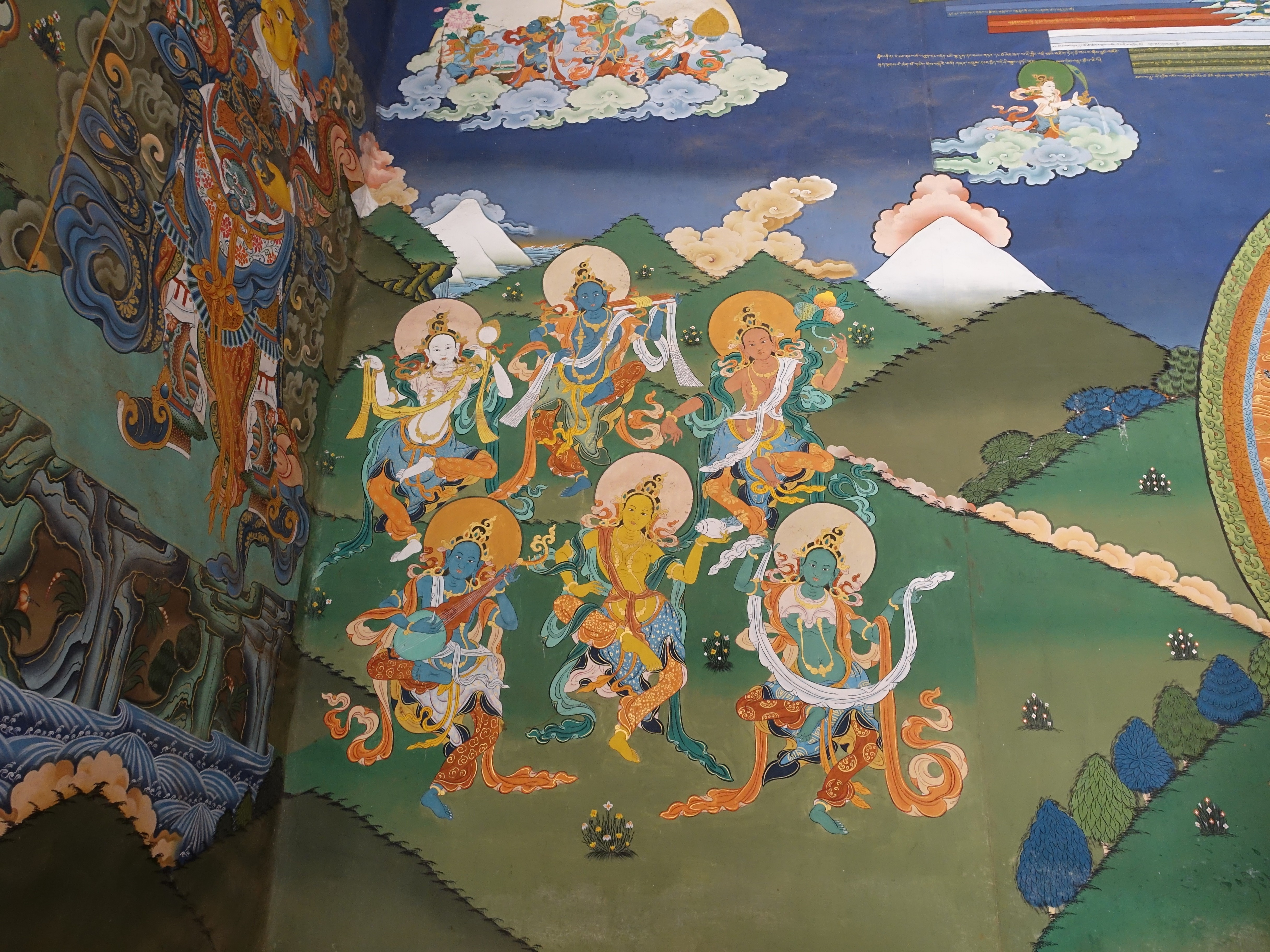
Wandmalereien
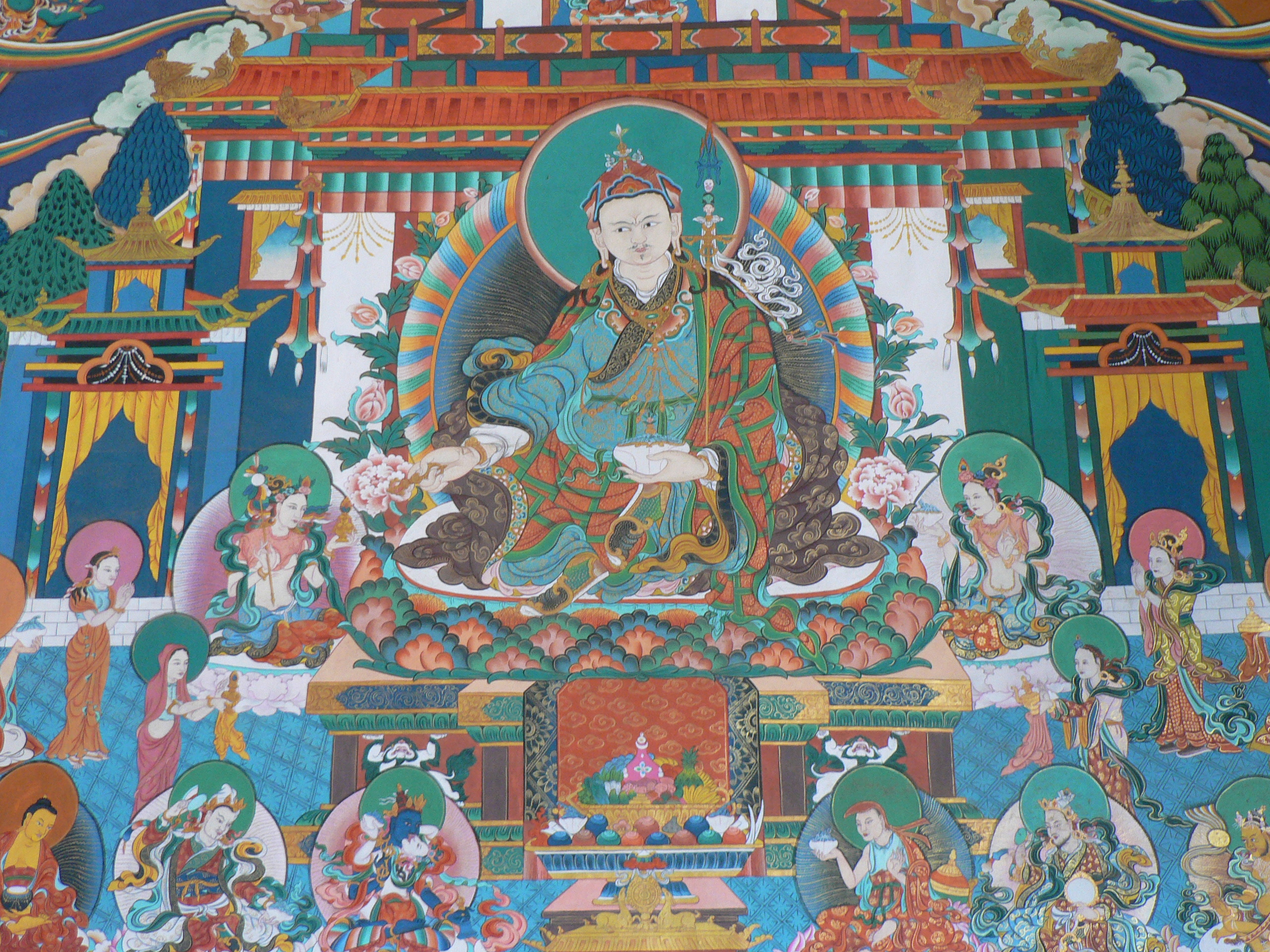
Darstellung des Padmasambhava
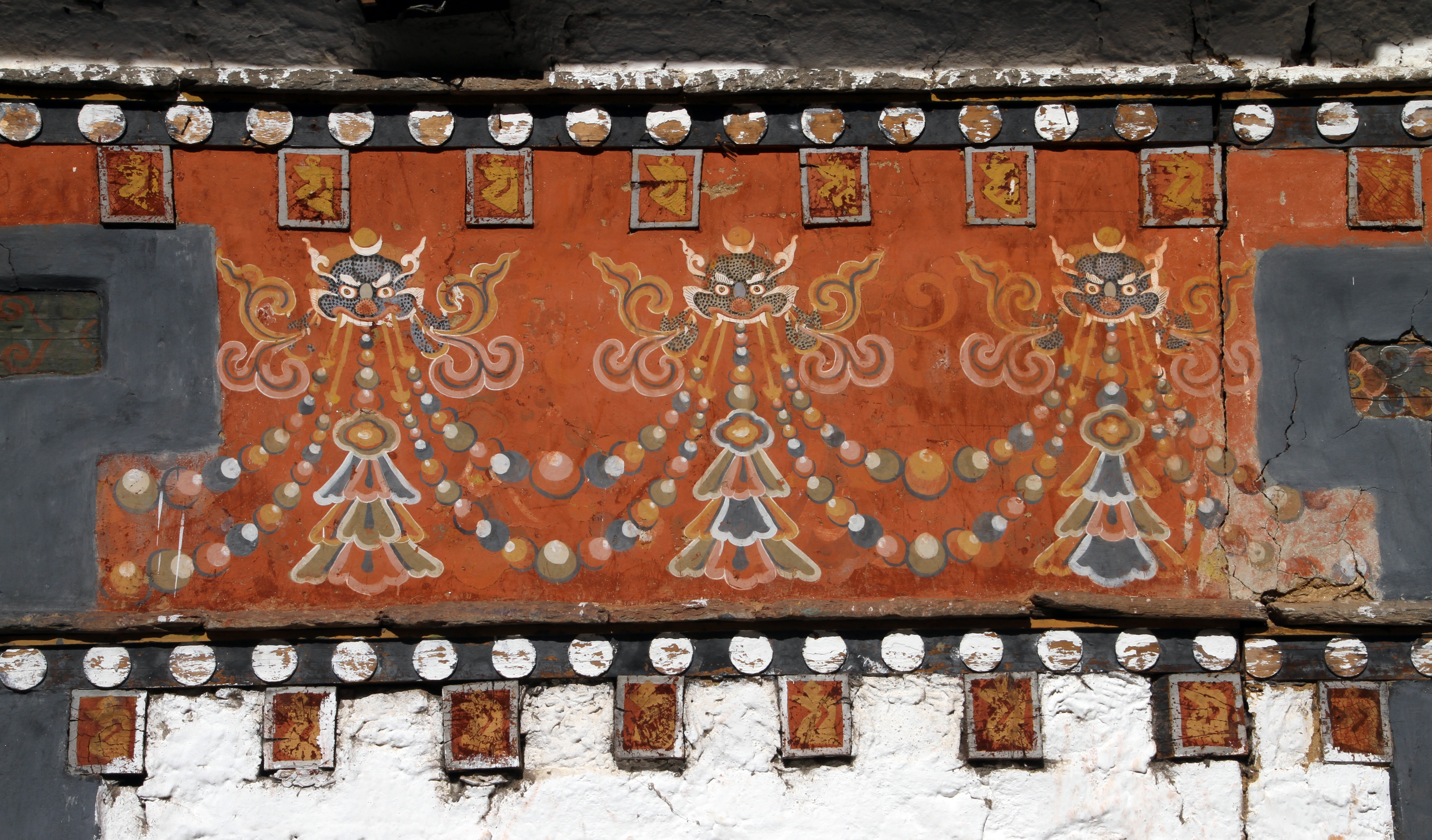
Darstellung eines Drachens
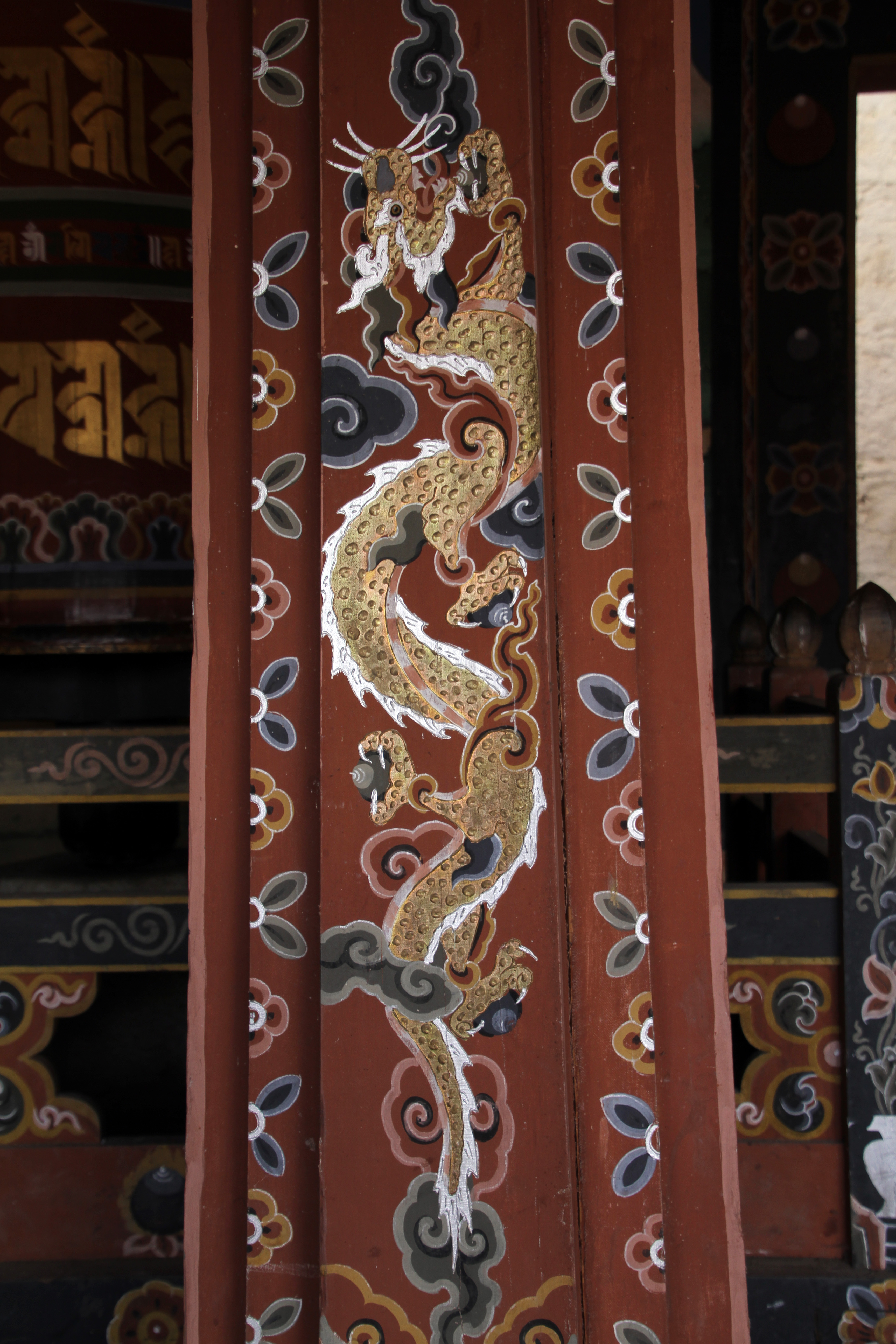
Darstellung einer Schlange

### Lebensrad
Im Trongsa-Dzong befindet sich eine Gemälde-Darstellung des Lebensrades, welches aus vier konzentrischen Kreisen besteht, die den ewigen Kreislauf des Lebens mit dem Bedingten Entstehen und die Wiedergeburt darstellen sowie  die Drei Wurzelgifte Hahn (Gier), Schlange (Hass) und Schwein (Verblendung) zeigen. Derartige bildliche Darstellungen der Daseinsbereiche haben eine lange buddhistische Tradition und sind ein Symbol der buddhistischen Meditation. Die folgende Bildauswahl zeigt Ausschnitte der Kreise.

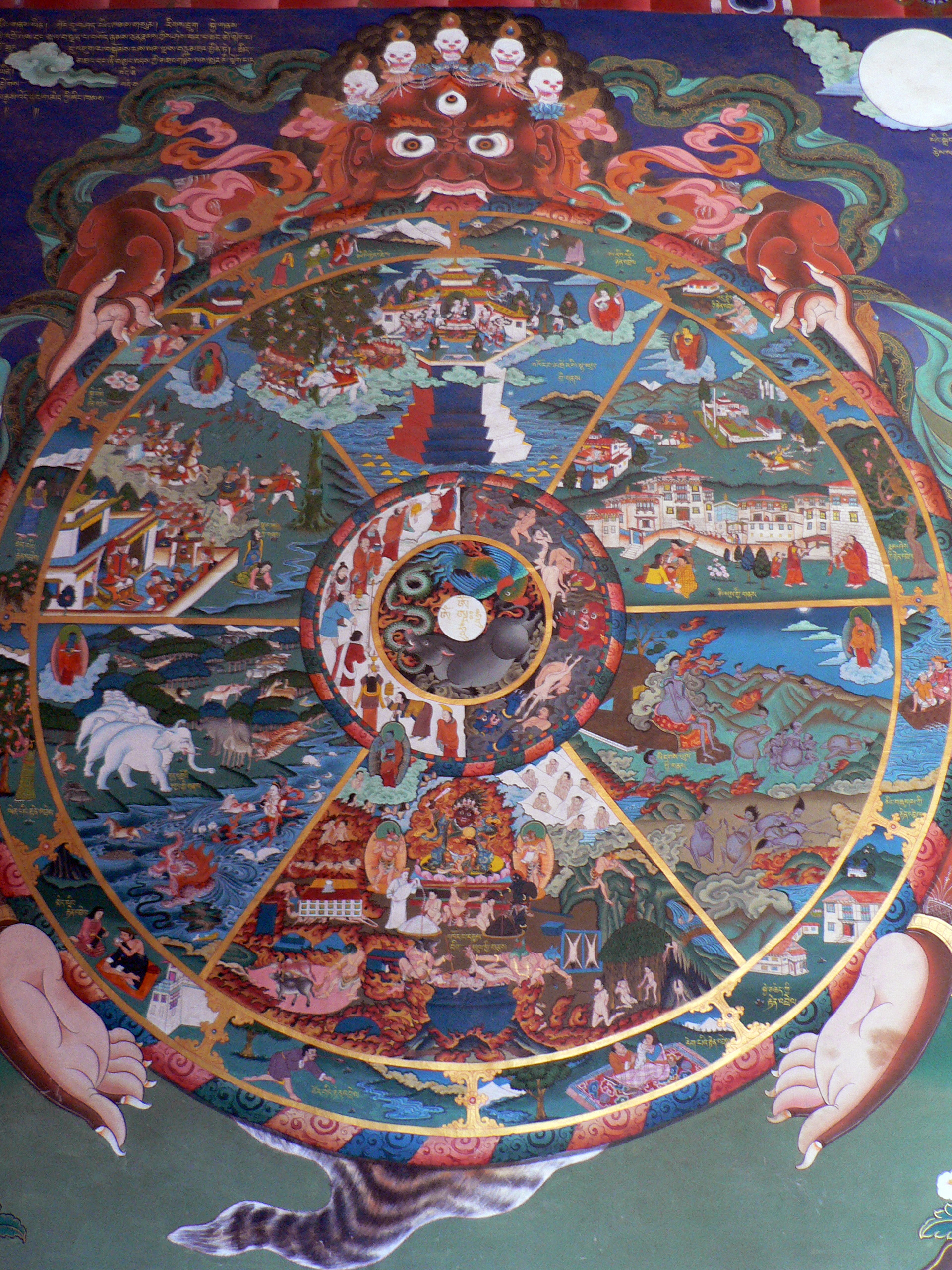
Erster Kreis, vom Todesgott Yama umklammert
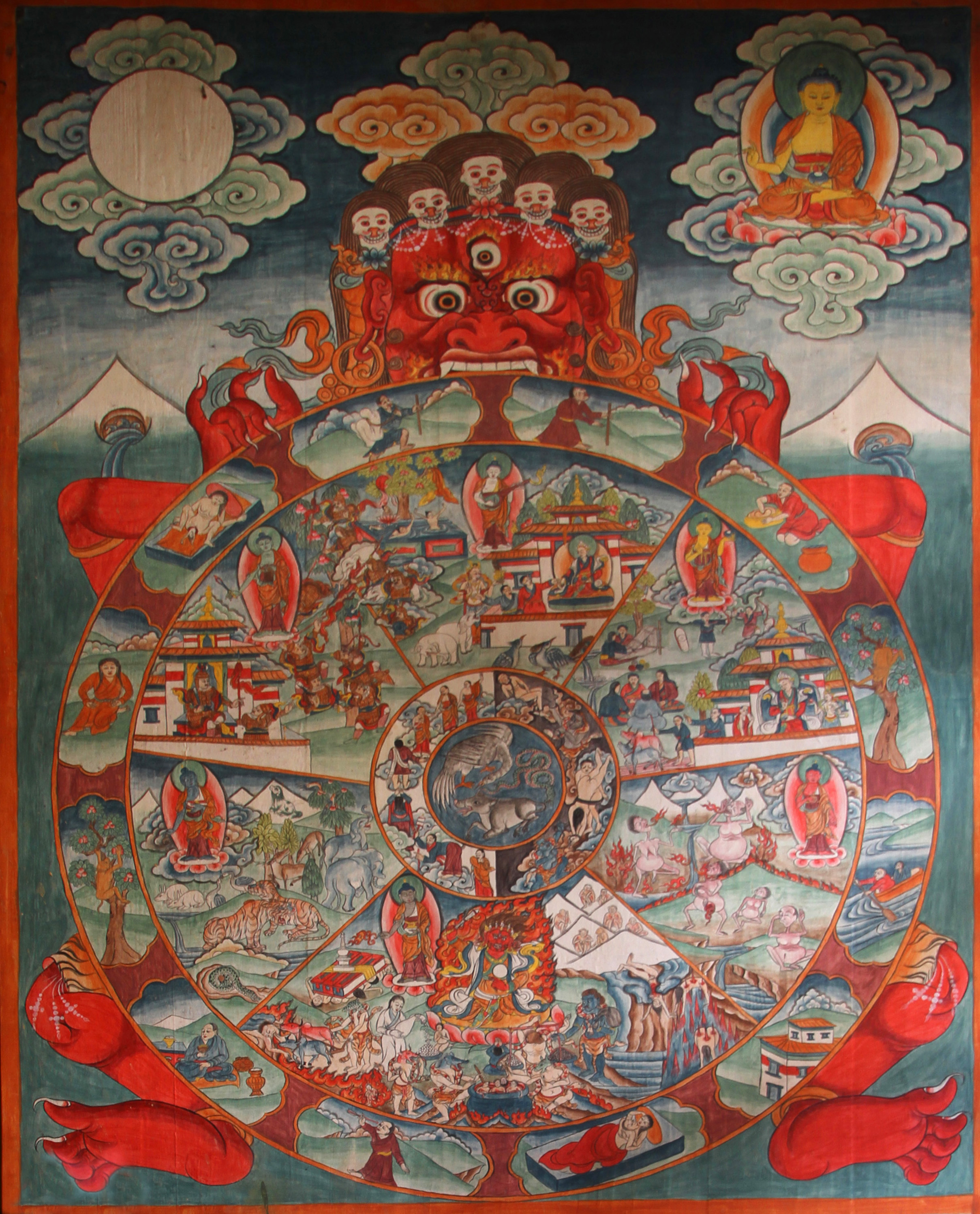
Dritter Kreis mit den Sechs Daseinsbereichen
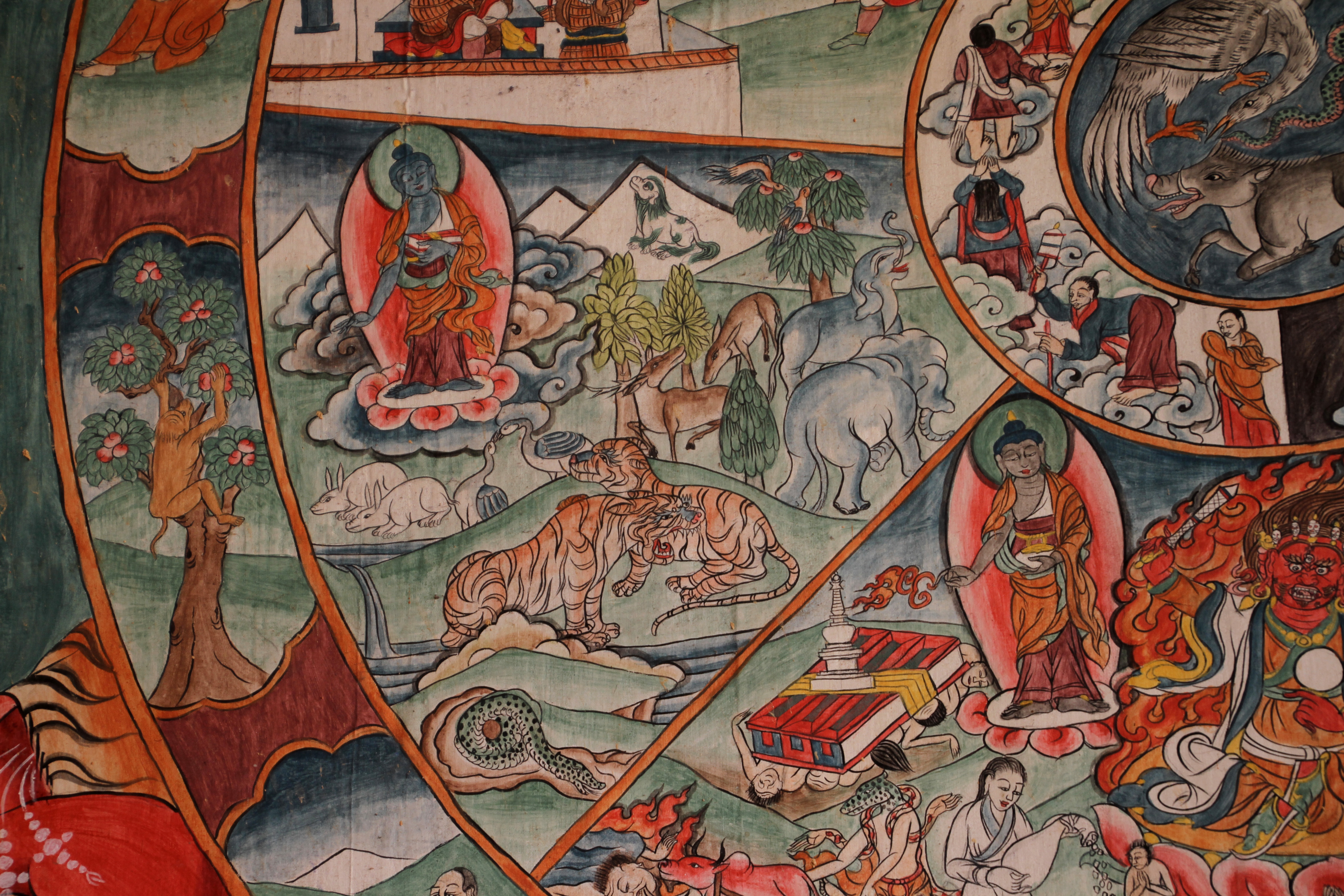
Detail Dritter Kreis „Tiere“
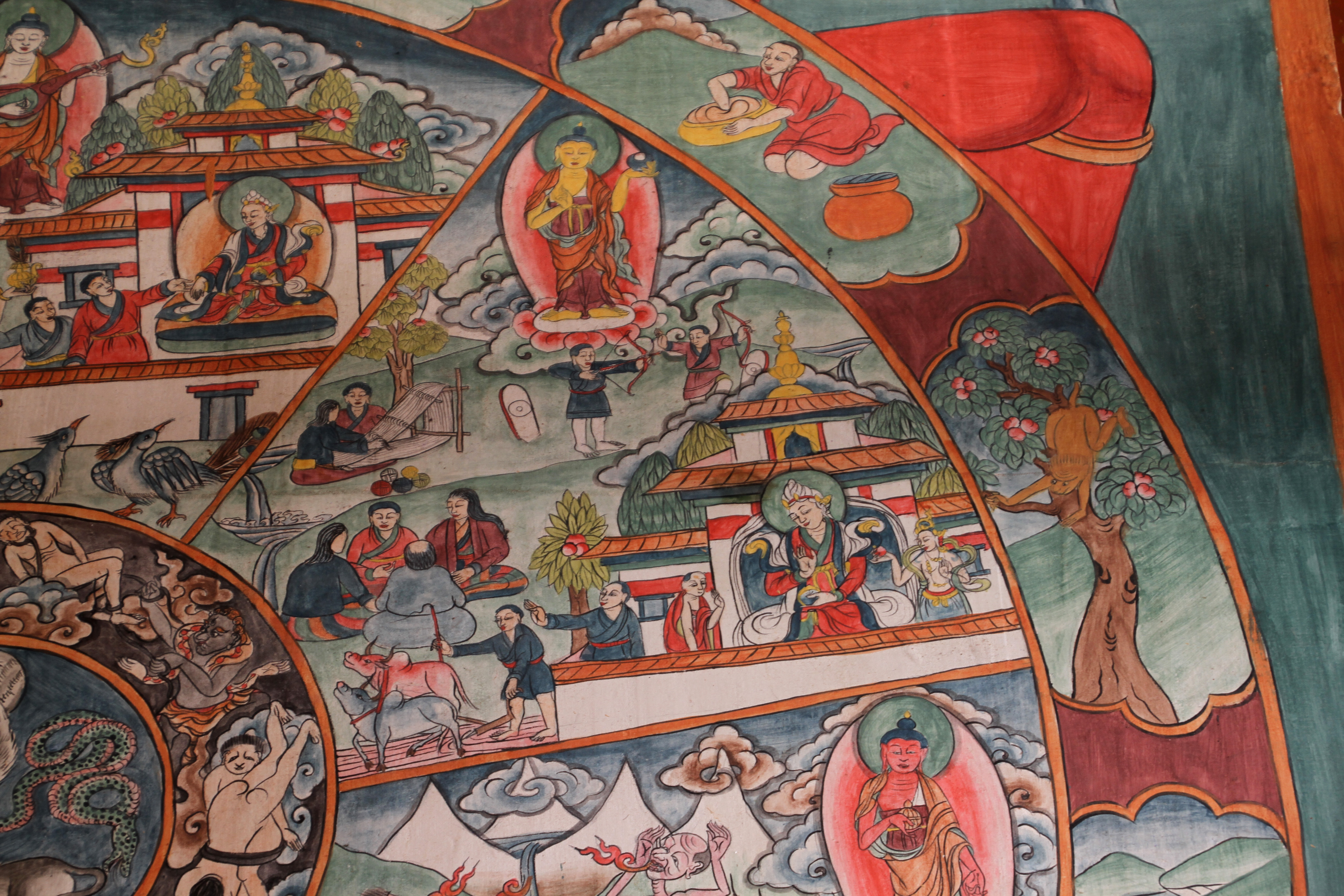
Detail Dritter Kreis „Menschen“
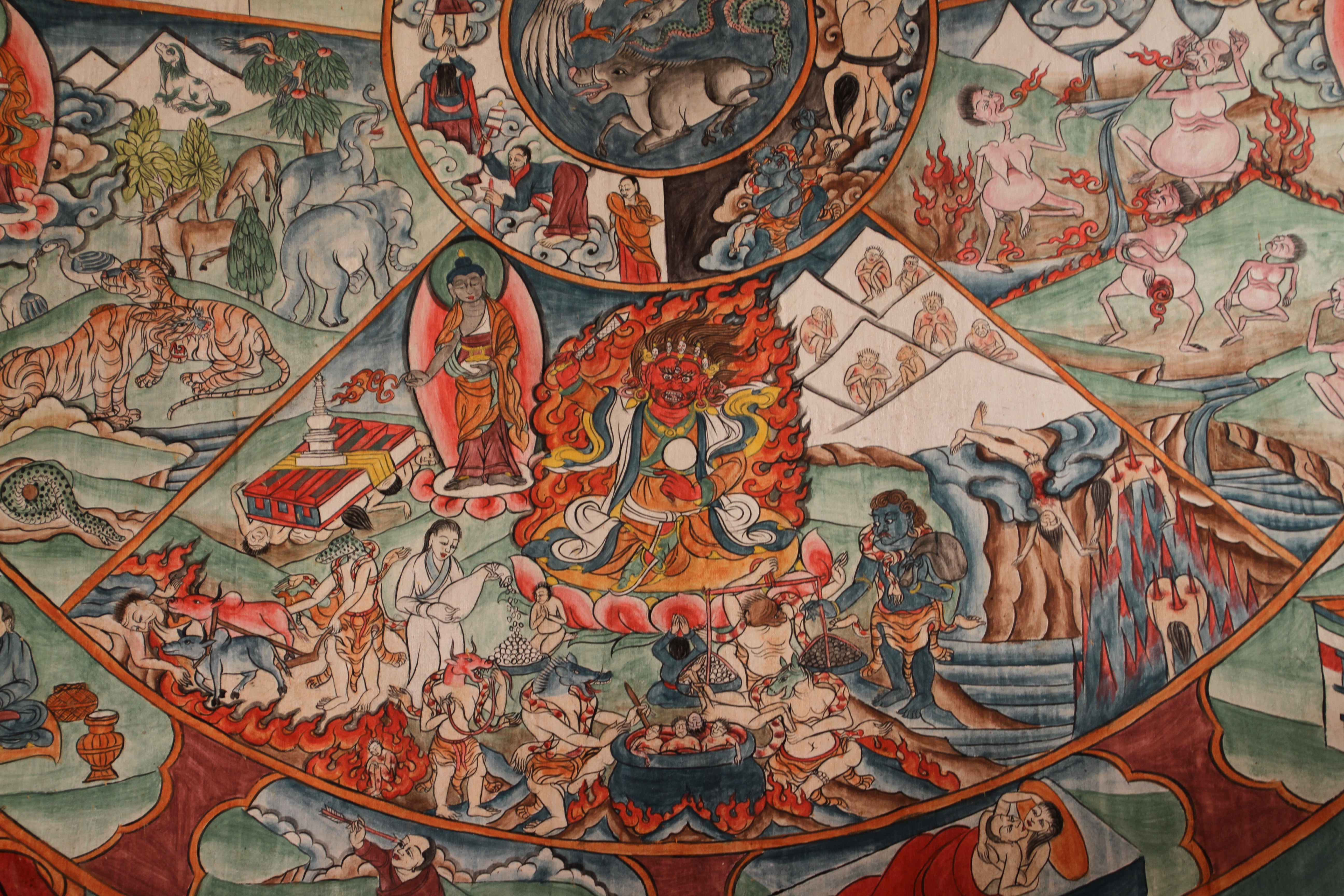
Detail Dritter Kreis „Hölle“

## Trivia

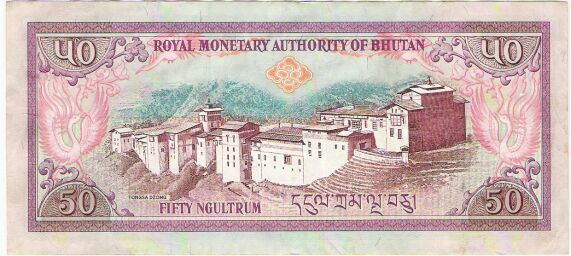
Banknote

Das Trongsa-Dzong ist auf der Rückseite einer Banknote im Wert von fünfzig Ngultrum abgebildet und ist ein offizielles Zahlungsmittel in Bhutan.